# Eugênio Maciel German
 Eugênio Maciel German  (Ubá, 24 de outubro de 1930 — Belo Horizonte, 1 de abril de 2001) foi o primeiro mestre internacional brasileiro de xadrez.

## Carreira no xadrez
Por causa de atividades profissionais como engenheiro eletricista atuou em poucas competições. Participou de cinco Campeonatos Brasileiros, dos quais venceu dois (1951 e 1972). 
No Torneio Zonal Sul-Americano de São Paulo, em 1960, único que disputou, classificou-se para o Interzonal de Estocolmo (1962), vencido por Bobby Fischer. Terminou o Interzonal em 19º lugar, mas conseguindo ótimos resultados individuais, vencendo o grande-mestre húngaro Lajos Portisch e conseguindo empates com vários dos melhores jogadores da época: Efim Geller, Viktor Korchnoi, Svetozar Gligorić e Leonid Stein. Contra Bobby Fischer foi derrotado com as peças negras, em uma Defesa Petroff, em uma aguda partida com ataques em roques opostos.

## Participações em Olímpiadas
Representou o Brasil em três Olimpíadas de Xadrez, tendo obtido o título (ate então inédita para um brasileiro) de Mestre Internacional de Xadrez, por seu excelente desempenho no primeiro tabuleiro em Helsinki, em 1952.
| Ano  | Local    | Tabuleiro | Pontos | Partidas | V | E | D | %    | Classificação | Classificação |
| ---- | -------- | --------- | ------ | -------- | - | - | - | ---- | ------------- | ------------- |
| Ano  | Local    | Tabuleiro | Pontos | Partidas | V | E | D | %    | Equipe        | Individual    |
| 1952 | Helsinki | 1º        | 7½     | 11       | 6 | 3 | 2 | 68.2 | 19º           | 5º            |
| 1968 | Lugano   | 2º        | 6½     | 15       | 5 | 3 | 7 | 43.3 | 25º           | 31º           |
| 1972 | Skopje   | 1º        | 12     | 20       | 8 | 8 | 4 | 60.0 | 36º           | 18º           |